# Det tredje tecknet
Det tredje tecknet är en roman av den isländska författaren Yrsa Sigurðardóttir, utgiven 2005. Den svenska utgåvan kom ut 2006, i översättning av Ylva Hellerud, på Damm förlag.
En tysk ung man hittas död i Reykjavik, hans familj ber advokat Þóra Guðmundsdóttir att undersöka omständigheterna kring hans död. 
Det tredje tecknet är Yrsa Sigurðardóttirs deckardebut.